# Daniel Cammish
Daniel Cammish (ur. 10 kwietnia 1989 roku) – brytyjski kierowca wyścigowy.

## Życiorys

### Formuła Ford
Cammish rozpoczął karierę w jednomiejscowych samochodach wyścigowych w wieku 20 lat w 2009 roku w Brytyjskiej Formule Ford. Gdy w głównej serii z 3 podiami był 6 w klasyfikacji generalnej, w klasie Scholarship zdobył tytuł mistrzowski (17 zwycięstw w 22 wyścigach). Rok później stanął już na najniższym stopniu podium klasyfikacji generalnej głównej serii brytyjskiej edycji Formuły Ford. 
Na sezon 2013 Brytyjczyk podpisał kontrakt z JTR na starty w Formule Ford  EcoBoost 200.

### Formuła Renault
W 2011 roku Cammish rozpoczął starty w Brytyjskiej Formule Renault. W ciągu 14 wyścigów czterokrotnie stanął na podium i z dorobkiem 285 punktów uplasował się na 6 pozycji w klasyfikacji generalnej. Rok później pojawił się już na starcie w Europejskim Pucharze Formuły Renault 2.0. Zachował jednak swoją posadę w Atech Reid GP tylko podczas pierwszej rundy. Ponieważ nie ukończył żadnego wyścigu, nie był klasyfikowany.

## Wyniki

### Podsumowanie
| Sezon | Seria                                      | Zespół                  | Wyścigi | Zwycięstwa | PP | NO | Podium | Punkty | Pozycja |
| ----- | ------------------------------------------ | ----------------------- | ------- | ---------- | -- | -- | ------ | ------ | ------- |
| 2009  | Formuła ADAC Masters                       | Neuhauser Racing        | 6       | 0          | 0  | 1  | 0      | 22     | 13      |
| 2009  | Brytyjska Formuła Ford                     | Kevin Mills Racing      | 23      | 0          | 1  | 0  | 3      | 388    | 6       |
| 2009  | Brytyjska Formuła Ford – klasa Scholarship | Kevin Mills Racing      | 23      | 17         | 12 | 19 | 22     | 645    | 1       |
| 2010  | Brytyjska Formuła Ford                     | Kevin Mills Racing      | 25      | 2          | 0  | 2  | 8      | 486    | 3       |
| 2011  | Brytyjska Formuła Renault                  | Mark Burdett Motorsport | 14      | 0          | 0  | 0  | 4      | 285    | 6       |
| 2011  | JK Racing Asia Series                      | Eurasia Motorsport      | 4       | 0          | 0  | 0  | 0      | 0      | NS      |
| 2012  | Europejski Puchar Formuły Renault 2.0      | Atech Reid GP           | 1       | 0          | 0  | 0  | 0      | 0      | NS      |
| 2013  | Formuła Ford EcoBoost 200                  | JTR                     | 24      | 24         | 22 | 19 | 24     | 739    | 1       |
| 2014  | British GT Championship – GT4              | Team Parker Racing      | 10      | 0          | 0  | 0  | 2      | 83     | 9       |
| 2014  | Brytyjski Puchar Porsche Carrera           | Team Parker Racing      | 2       | 1          | 1  | 1  | 1      | 0      | NS†     |
| 2015  | Porsche Supercup                           | Redline Racing          | 1       | 0          | 0  | 0  | 0      | 0†     | NS†     |
| 2015  | Brytyjski Puchar Porsche Carrera           | Redline Racing          | 16      | 11         | 7  | 7  | 16     | 324    | 1       |
| 2015  | Niemiecki Puchar Porsche Carrera – Klasa A | Konrad Motorsport       | 4       | 0          | 0  | 0  | 0      | 8      | 23      |

† – Cammish nie był zaliczany do klasyfikacji.